# Liga Distrital de Fútbol del Callao
La Liga Distrital de Fútbol del Callao es una de las principales ligas distritales del Perú y es la máxima competición futbolística de El Callao. Su jurisdicción comprende al Distrito del Callao. En la actualidad consta de dos categorías: Primera y Segunda División distrital. Forma parte del Sistema Nacional de la Copa Perú y clasifica a dos equipos para la Etapa Departamental de ese torneo.

## Historia

### Antecedentes
Durante la primera década del siglo XX, los clubes siguieron fundándose en todo el país. Pero la primera Liga debidamente instituida del fútbol peruano, fue la del Callao, denominada “Liga Chalaca”, por el verdadero chalaquismo que sentía su población que siempre trato de distinguirse de Lima. Su primer Campeonato es rigurosamente confeccionado en cuanto a las Bases y el calendario de partidos se cumple rigurosamente. Ya para entonces el Club Atlético Chalaco había cumplido seis años de vida y quien al final logra el trofeo donado por el Municipio del Callao. El torneo se jugó en la cancha denominada de la “Mar Brava”.
En los años 20, varios clubes pioneros de la difusión del fútbol del Callao, formaron la Asociación Deportiva Chalaca. Esta liga, fue conformado por dos ligas chalacas de fútbol. Años después, la Liga Provincial del Callao, se integró al sistema de la Liga Peruana de Football. Pasó a formar la Segunda División Provincial del Callao (equivalente a la tercera categoría de la Liga Peruana de Football). En los años 30, se volvió a modificar el sistema de campeonato. Segunda División Provincial del Callao se renombró como Tercera División Provincial del Callao (equivalente a la cuarta categoría de la Liga Peruana de Football). Duró por algunos años hasta su desaparición.

### Fundación de la Liga Provincial
Tras la fundación de la Federación Peruana de Fútbol los equipos chalacos empiezan a participar en los torneos bajo su dirección. Luego de finalizar el torneo de 1931, Atlético Chalaco junto con Unión Buenos Aires y Alianza Frigorífico Nacional (además de los clubes chalacos de las categorías inferiores) se desligan del campeonato para formar la Liga Provincial de Foot Ball del Callao que fue fundada el 1 de abril de 1932. Curiosamente Sport Boys Association fue uno de los pocos equipos que se mantiene en los campeonatos regentados desde Lima. En 1936 tras ser invitados por la misma FPF, el Club Atlético Chalaco y el Club Telmo Carbajo regresan a la Primera División (llamada en ese entonces División de Honor) por haber ocupado los primeros lugares de la Primera División del Callao de 1935. Sin embargo, ese año no se realizó el torneo por la participación de la selección peruana en los Juegos Olímpicos de Berlín retomando su participación en la máxima categoría en el campeonato de 1937.
En 1941 se crea la Liga Regional de Lima y Callao en base a los clubes que integraban la Liga Provincial de Lima y la del Callao. Tras ser disuelta la Liga Regional en 1951 los clubes chalacos refundan la Liga Provincial de Fútbol del Callao; sin embargo, la Federación Peruana de Fútbol decidió anular los ascensos y descensos entre la Segunda División y las Ligas de Lima y del Callao. Esta medida se mantuvo hasta 1953 cuando la Liga Provincial del Callao no realizó su torneo como protesta. A partir de 1954 la FPF creó la Liguilla de Ascenso donde el campeón de la Liga del Callao disputaba un cupo a Segunda División contra el campeón de Lima, el campeón de la Liga de los Balnearios del Sur y posteriormente con los campeones de San Isidro y otros distritos.

### Nace la Liga Distrital
Con la reestructuración del sistema de torneos de fútbol en Perú por parte del Instituto Nacional de Recreación, Educación y Deporte (INRED) y la Federación Peruana de Fútbol, a partir de 1975 pasó a llamarse Liga Distrital de Fútbol del Callao cuyo ganador pasaba a disputar la Liga Departamental de Fútbol del Callao dentro del Sistema Nacional de la Copa Perú. Por lo general, el campeón y subcampeón de la liga clasifica a la etapa departamental del Callao; sin embargo, hubo ocasiones que el mejor tercero también clasificaba a la etapa departamental. En la temporada 2022, club Atlético Chalaco, vuelve a ser el campeón de la liga distrital. Clasifica a la Liga Departamental de Fútbol del Callao, pero es eliminado en el proceso.
El histórico Atlético Chalaco, es el club más longevo de la liga y el que tiene más campeonatos ganados. Es el equipo más representativo del primer puerto.

## Lista de Campeones
| Año  | Campeón                                            | Subcampeón                                         |
| ---- | -------------------------------------------------- | -------------------------------------------------- |
| 1975 | Once Amigos Unión                                  | El Bronce Peñarol                                  |
| 1976 | Deportivo Sima                                     | Deportivo Enapu                                    |
| 1977 | Atlético Ayacucho                                  |                                                    |
| 1978 | Alianza Tucumán                                    | Grumete Medina                                     |
| 1979 | Grumete Medina                                     | Atlético Ayacucho                                  |
| 1980 | Deportivo Enapu                                    | Unión Buenos Aires                                 |
| 1981 | Deportivo Cantolao                                 | Victor Marín                                       |
| 1982 | Deportivo Sima                                     | Deportivo Enapu                                    |
| 1983 | Deportivo Enapu                                    | Grumete Medina                                     |
| 1984 | Deportivo Enapu                                    | Defensor la Perla                                  |
| 1985 | Deportivo CITEN                                    | Deportivo Sima                                     |
| 1986 | Santa Marina Norte                                 | Victor Marín                                       |
| 1987 | KDT Nacional                                       | Deportivo Sima                                     |
| 1988 |                                                    |                                                    |
| 1989 | Independiente Chacaritas                           | Castilla Tarapacá                                  |
| 1990 | Deportivo Sima                                     | KDT Nacional                                       |
| 1991 | Rosa Huertas                                       | Diego Ferré                                        |
| 1992 | Atlético Chalaco                                   | Deportivo Milán                                    |
| 1993 | Alfredo Alvarado                                   |                                                    |
| 1994 | Deportivo CITEN                                    | Atlético Barrio Frigorífico                        |
| 1995 | Santa Marina Norte                                 | Deportivo CITEN                                    |
| 1996 | Atlético Chalaco                                   | Atlético Guisse                                    |
| 1997 | Atlético Chalaco                                   |                                                    |
| 1998 |                                                    |                                                    |
| 1999 | Centro Deportivo Sima                              | Atlético Barrio Frigorífico                        |
| 2000 | Atlético Chalaco                                   | Deportivo Sima                                     |
| 2001 | Atlético Chalaco                                   | Deportivo Sima                                     |
| 2002 | Aurelio Colombo                                    | Atlético Chalaco                                   |
| 2003 |                                                    |                                                    |
| 2004 | Atlético Chalaco                                   | Aurelio Colombo                                    |
| 2005 | Atlético Chalaco                                   | Chim Pum Callao                                    |
| 2006 | Deportivo Sima                                     | Atlético Barrio Frigorífico                        |
| 2007 | Atlético Chalaco                                   | Unión Castillo                                     |
| 2008 | Atlético Chalaco                                   | Deportivo Sima                                     |
| 2009 | Deportivo Sima                                     | Atlético Chalaco                                   |
| 2010 | Unión Castillo                                     | Deportivo Sima                                     |
| 2011 | América Callao                                     | Deportivo Colonial                                 |
| 2012 | Atlético Chalaco                                   | Veterinaria FBC                                    |
| 2013 | Deportivo Colonial                                 | Atlético Chalaco                                   |
| 2014 | América Callao                                     | Sentimiento Porteño                                |
| 2015 | ADC Callao                                         | Sentimiento Porteño                                |
| 2016 | Sport Blue Rays                                    | Sentimiento Porteño                                |
| 2017 | Sport Callao                                       | ADC Callao                                         |
| 2018 | Chalaca FC                                         | Sport Callao                                       |
| 2019 | Apple Sport                                        | Sport Callao                                       |
| 2020 | No hubo torneo por la Pandemia de COVID-19 en Perú | No hubo torneo por la Pandemia de COVID-19 en Perú |
| 2021 | No hubo torneo por la Pandemia de COVID-19 en Perú | No hubo torneo por la Pandemia de COVID-19 en Perú |
| 2022 | Atlético Chalaco                                   | Chalaca FC                                         |
| 2023 | ADC Callao                                         | Chalaca FC                                         |
| 2024 | Chalaca FC                                         | Amazon Callao                                      |
| 2025 | Hacienda San Agustín                               | Santa Marina Norte                                 |